# Catedral de San Pedro (Lancaster)
La catedral de San Pedro o simplemente catedral de Lancaster  (en inglés: Cathedral Church of St Peter) es un edificio religioso que se localiza en Lancaster, Lancashire, Inglaterra en el Reino Unido. Fue solo una parroquia católica hasta 1924, cuando fue elevada a la categoría de una catedral. Comenzó como una iglesia de la misión en 1798, y la actual iglesia fue construida en un sitio diferente entre 1857 y 1859. Fue diseñada por EG Paley en el estilo neogótico. En 1901 un baptisterio fue añadido por Austin y Paley, y el extremo este fue reordenado en [1995]] por Francis Roberts. La catedral aparte de la misa mantiene otros servicios, conciertos y otros eventos, y está abierta a los visitantes. El edificio está registrado en la Lista del Patrimonio Nacional de Inglaterra como un edificio de Grado II. Pertenece a la diócesis de Lancaster.